# Cherry Hills Village
Cherry Hills Village és una població dels Estats Units a l'estat de Colorado. Segons el cens del 2000 tenia 5.958 habitants.

## Demografia
Segons el cens del 2000, Cherry Hills Village tenia 5.958 habitants, 1.980 habitatges, i 1.766 famílies. La densitat de població era de 369,8 habitants per km².
Dels 1.980 habitatges en un 45,8% hi vivien nens de menys de 18 anys, en un 84% hi vivien parelles casades, en un 3,5% dones solteres, i en un 10,8% no eren unitats familiars. En el 9,1% dels habitatges hi vivien persones soles el 5,3% de les quals corresponia a persones de 65 anys o més que vivien soles. El nombre mitjà de persones vivint en cada habitatge era de 3,01 i el nombre mitjà de persones que vivien en cada família era de 3,2.
Per edats la població es repartia de la següent manera: un 31,4% tenia menys de 18 anys, un 3,9% entre 18 i 24, un 17,1% entre 25 i 44, un 35% de 45 a 60 i un 12,6% 65 anys o més.
L'edat mediana era de 44 anys. Per cada 100 dones de 18 o més anys hi havia 98,8 homes.
Cap de les famílies estaven per davall del llindar de pobresa.

## Poblacions més properes
El següent diagrama mostra les poblacions més properes.